# Leather Goddesses of Phobos
Leather Goddesses of Phobos är ett textäventyrsspel utformat av Steve Meretzky och utgivet av Infocom 1986. Spelet utspelar sig i ett science-fiction-universum och har ett sexuellt innehåll och mycket humor. Man kan välja mellan tre olika "synd-nivåer", tam, suggestiv eller oanständig. Spelet är en parodi på 1930-talets "pulp-science fiction"-noveller.
Spelet börjar på Joe's bar i småstaden Upper Sandusky i Ohio i USA när man blir kidnappad av utomjordingar. Man förs bort på order av "lädergudinnorna" på Mars måne Phobos, de tar en massa sexslavar och planerar att ta över jorden. Nu är det upp till spelaren att stoppa dem tillsammans med en medfånge. Uppdraget kommer att föra en genom solsystemet, till Venus och Mars och jorden för att sluta i lädergudinnornas glädjepalats på Phobos.
Med spelet följer i förpackningen även ett speciellt "Scratch-and-sniff-kort" (man skrapar på ett kort och får fram olika lukter som förekommer i spelet), liksom en 3D-serietidning, ett par 3D-glasögon och en karta över ett katakombsystem i spelet.